# Новоказанка (Нижнетавдинский район)
Новоказанка — деревня в Нижнетавдинском районе Тюменской области России. Входит в состав Бухтальского сельского поселения.

## География
Деревня находится на западе Тюменской области, в пределах юго-западной части Западно-Сибирской низменности, в зоне подтайги, у озера Большое Игнатово, на расстоянии примерно 60 километров (по прямой) к юго-западу от села Нижняя Тавда, административного центра района.

### Климат
Климат резко континентальный с холодной продолжительной зимой и коротким тёплым летом. Средняя температура воздуха самого холодного месяца (января) — −18,6 °C (абсолютный минимум — −53 °C); самого тёплого месяца (июля) — 17,6 °C (абсолютный максимум — 38 °С). Безморозный период длится в среднем 111 дней. Среднегодовое количество атмосферных осадков составляет 300—400 мм, из которых 70 % выпадает в тёплый период. Продолжительность залегания снежного покрова составляет в среднем 156 дней.

## История
До 1917 года входила в состав Бухтальской волости Тюменского уезда Тобольской губернии. По данным на 1926 год посёлок Ново-Казанский состоял из 47 хозяйств. В административном отношении входил в состав Спасского сельсовета Липчинского района Тюменского округа Уральской области.

## Население
| 2010 |
| ---- |
| 22   |

По данным переписи 1926 года в посёлке проживало 221 человек (109 мужчин и 112 женщин), в том числе: сибирские татары составляли 74 % населения, русские — 26 %.
Согласно результатам переписи 2002 года, в национальной структуре населения татары составляли 100 % населения из 25 чел.